# Дагник
Дагник — населённый пункт (участок) в Заларинском районе Иркутской области России. Входит в состав Хор-Тагнинского муниципального образования.

## Топонимика
По мнению Станислава Гурулёва, топоним происходит от тюркского даг — гора, горный хребет.

## География
Участок находится на расстоянии примерно 71 км к юго-западу от рабочего посёлка Залари, административного центра района.

## Население
| 2002 | 2010 | 2011 | 2012 |
| ---- | ---- | ---- | ---- |
| 81   | ↘65  | →65  | ↘64  |

### Гендерный состав
По данным Всероссийской переписи, в 2010 году в населённом пункте проживало 65 человек (30 мужчин и 35 женщин).